# コレギウム・アウレウム合奏団
コレギウム・アウレウム合奏団（羅: Collegium Aureum）は、1962年にドイツで結成された古楽器オーケストラの草分け。団体名は、ラテン語で「黄金楽団」の意味である。

## 概要
演奏家や音楽院の教師、フライブルクを拠点とするレコード会社「ハルモニア・ムンディ」との緩やかな結束から起こった。作曲者が当時耳にしたであろう響きの再現を目標に、歴史的な演奏習慣の復興を当初より使命として、バロック音楽から初期ロマン派音楽までを演奏した。古い時代の演奏習慣を慮って指揮者を置かず、コンサートマスターを指導者とした。
数々のレコードによって有名になり、ヨーロッパ全土や北米・南米・ソ連・中近東・日本に演奏旅行を行うとともに、楽団員のうち何人かは映画『アンナ・マクダレーナ・バッハの年代記』に出演もした。バロック音楽だけでなく、当時は大編成演奏が常識であったベートーヴェンの交響曲第3番『英雄』を指揮者なしでレコーディングするなど画期的な試みも話題を呼んだ。
弦楽器奏者は18世紀の貴重な楽器を、管楽器奏者は古楽器のレプリカを演奏や録音に利用して、バランスの取れた音色を作り出そうとした。しかし、今日の古楽器演奏の水準から見ると、古い楽器を使ってみようとする意気込みばかりが目立っており、演奏法の時代考証が甘いという欠点が見出される。録音や上記の映画からも認められるように、弦楽器奏者が盛んにビブラートをかけており、ヴァイオリン奏者は顎当てを使っているなど、19世紀後半からの演奏習慣がまだコレギウム・アウレウムの演奏に残っていた。活動停止後、より本格的な古楽奏法の隆盛する中、一時は半ば忘れられた存在となったが、全盛時はまさにその折衷性ゆえのふくよかな響きが人気を集めたのであり、今日ふたたびCD等で愛好されている。